# Le Lieutenant Claude Léon en tenue de campagne
Le Lieutenant Claude Léon en tenue de campagne est une toile de Félix Vallotton réalisée en 1918 et exposée au musée national des beaux-arts d'Alger.